# Piëtakapel (Haanrade)
De Piëtakapel is een kapel in Haanrade in de Nederlands Zuid-Limburgse gemeente Kerkrade. De kapel staat aan een kruising op de hoek van de Beukenbosweg en de Lichtenbergstraat, waar eveneens de Rembrandt van Rijnstraat en Adriaen Brouwerstraat op uit komen. Op ongeveer 70 meter zuidelijker staat de Mariakapel.
De kapel is gewijd aan de piëta, de dode Christus vergezeld door Maria.

## Geschiedenis
In 1919 werd de kapel gebouwd door Jongelingenvereniging Sint Stephanus met als doel om meer aanzien te geven. Sinds de bouw zorgde de vereniging ook voor het beheer van de kapel.
Rond 1970 werd de vereniging opgeheven en nam de buurt het beheer van de kapel over.

## Bouwwerk
De bakstenen kapel heeft aan de voorzijde drie treden en wordt gedekt door een overstekend zadeldak met bitumineuze leien, waarbij op de nok van het dak boven de frontgevel een smeedijzeren kruis geplaatst is. Aan de achterzijde heeft de kapel een driezijdige koorsluiting en aan de voorzijde zijn de hoeken afgesneden met smalle gevels. In deze twee smalle gevels is elk een rondboogvenster aangebracht. In de frontgevel bevindt zich de rondboogvormige toegang die wordt afgesloten met een dubbele glazen deur en een hekwerk. Boven de toegang is in de frontgevel een licht gekleurde gevelsteen ingemetseld bevat een met bloemenkrans omgeven tekst in zwarte letters:

7 SEPT. A.D. 1919
GESTICHT DOOR DE
JONGELINGEN-VEREENIGING
St Stephanus
KLOOSTERBOSCH

Van binnen is de kapel wit geschilderd en tegen de achterwand is het altaar geplaatst. Aan de voorzijde van het altaar is een grijze natuurstenen plaquette aangebracht met bronskleurige rozetten waarin in gouden letters een tekst is aangebracht:

Vergeet niet de Smarten uwer Moeder

Op het altaar zijn er drie grote witte gipsen beelden geplaatst. Het middelste beeld toont Maria die op haar schoot de overleden Jezus draagt en om hem weent, vlak na de kruisafneming. Het linker- en rechterbeeld tonen een engel.